# 제이슨 돌리
제이슨 돌리(Jason Dolley, 1991년 7월 5일 ~ )는 미국의 배우이다.

## 출연 작품
- 헬리콥터 맘 (2014)
- 찰리야 부탁해 시즌4 (2013)
- 찰리야 부탁해 시즌3 (2012)
- 찰리야 부탁해 시즌2 (2011)
- 찰리야 부탁해 시즌1 (2010)
- 해칭 피트 (2009)
- 미닛맨 (2008)
- 코리 인 더 하우스 (2007)
- 내가 숨쉬는 공기 (2007)
- 내 일기 속의 진실 (2006)
- 샤일로 3 (2006)
- 체이싱 데이라이트 (2004)